# 德威特·华莱士

德威特·华莱士

德威特·华莱士（DeWitt Wallace，1889年11月12日—1981年3月30日），美国《读者文摘》杂志的创刊人，与妻子丽娜·比尔·阿基森于1922年2月创立了第一期《读者文摘》。